# Dicționar khazar
Dicționar khazar: roman-lexicon în 100 000 de cuvinte (în sârbă Хазарски речник, Hazarski rečnik ) este primul roman al scriitorului sârb Milorad Pavić, publicat în 1984. Scris inițial în limba sârbă, romanul a fost tradus în mai multe limbi. A fost publicat pentru prima dată în limba engleză de editura Alfred A. Knopf, New York în 1988.
Romanul comprimă criptic (metaforic) istoria Pavicilor, sârbi ortodocși din Croatia care, la începutul anilor 1670, au fost convertiți forțat la unitarianism, apoi la catolicism, pentru ca, până la urmă să redevină iarăși ortodocși.
Nu există o narațiune în sensul convențional, dar întrebarea centrală a cărții (convertirea religioasă în masă a hazarilor) se bazează pe un eveniment istoric datat în general în ultimele decenii ale secolului al VIII-lea sau la începutul secolului al IX-lea când regalitatea și nobilimea hazarilor s-a convertit la iudaism, urmate și de o parte a populației generale.
Cu toate acestea, cele mai multe dintre personajele și evenimentele descrise în roman sunt în întregime fictive, la fel și cultura atribuită hazarilor din carte, care nu se aseamănă cu nicio dovadă literară sau arheologică. 
Romanul are forma a trei mini- enciclopedii cu referințe încrucișate, uneori contrazicându-se reciproc, fiecare adunată din sursele uneia dintre cele mai importante religii avraamice (creștinismul, islamul și iudaismul). 
Cartea a apărut în două ediții diferite, un „exemplar masculin” și un „exemplar feminină”, care diferă doar printr-un pasaj critic dintr-un singur paragraf.
Pavić a afirmat că hazarii din carte reprezintă o metaforă a unui popor mic care supraviețuiește între marile puteri și marile religii. În Iugoslavia, sârbii și-au recunoscut propria soartă; la fel a fost considerată și în Slovenia și în alte părți, o carte școlară despre supraviețuire. La fel a fost văzută în Ungaria și Cehoslovacia și în continuare. Un critic francez a spus: „Toți suntem hazari în epoca amenințării nucleare și a mediului otrăvit.”
Expediția Sfinților Chiril și Metodiu este menționată în Dicționar khazar, cu toate că în jurul anului 860, împăratul bizantin Mihail al III-lea Bețivul și Patriarhul Constantinopolului Fotie l-au trimis doar pe Chiril într-o expediție misionară către hazari. S-a afirmat că Metodiu l-ar fi însoțit pe Chiril în misiunea către hazari, dar aceasta poate fi o invenție ulterioară.
O adaptare pentru balet a Dicționarului hazarilor a fost pusă pe scenă în 2020 la Opera și Teatrul Madlenianum.
În limba română a apărut la Editura Nemira în 1998 (în colecția sa Babel) și la Editura Paralela 45 în 2004.